# Jelenkor (folyóirat, 1875)

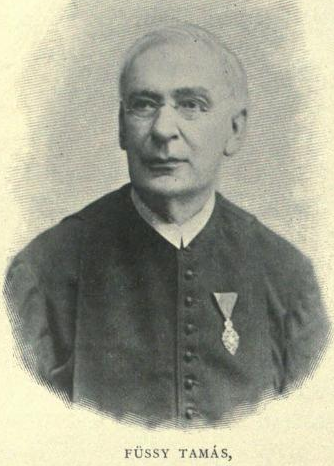
Füssy Tamás

A Jelenkor rövid életű katolikus egyházpolitikai és politikai napilap volt; Talabér János és Füssy Tamás szerkesztette. 1875. január 1-jétől szeptember 15-ig jelent meg, Budapesten.